# فرودگاه تورا
فرودگاه تورا فرودگاهی عمومی واقع در تورا در کشور روسیه است.